# مامادو دومبیا (بازیکن فوتبال، زاده ۱۹۹۵)
مامادو دومبیا (انگلیسی: Mamadou Doumbia؛ زادهٔ ۲۸ دسامبر ۱۹۹۵) بازیکن فوتبال اهل مالی است.
وی همچنین در تیم ملی فوتبال مالی بازی کرده است.